# Abbe Gubanna
 (décembre 2011).
Si vous disposez d'ouvrages ou d'articles de référence ou si vous connaissez des sites web de qualité traitant du thème abordé ici, merci de compléter l'article en donnant les références utiles à sa vérifiabilité et en les liant à la section « Notes et références ».
Abbe Gubanna (1934-1980) est un romancier de la littérature éthiopienne amharique du XXe siècle.